# J'ai décidé de ne pas être mère
J'ai décidé de ne pas être mère est un essai écrit par la chercheuse Chloé Chaudet en avril 2021 aux éditions L'Iconoclaste. Ce livre de Chloé Chaudet parle du choix d'être mère, et de la pression sociale que les femmes avec un non-désir d'enfant subissent au quotidien. Il s'agit du premier texte de recherche-création publié par la chercheuse.

## Résumé

### Témoignage personnel
Cholé Chaudet, maîtresse de conférences en littérature générale et comparée à l'Université Clermont Auvergne, commence son livre avec un témoignage personnel, où elle décrit son trente-cinquième anniversaire, âge que la médecine désigne comme l'âge limite moyenne pour des conditions de fertilité maximale. Or l'auteure ne souhaite pas concevoir des enfants et doit trop souvent justifier ce choix.

### État des lieux
Le livre met en avant que 4,5 % de la population féminine française âgée de 18 à 79 ans choisit ou a choisi de ne pas faire d'enfant, pour des raisons variées. Celles-ci incluent le désir de ne pas transmettre des maladies ou des défauts héréditaire, la stérilité, l'absence de conditions économiques et sociales optimales, l’absence d'un partenaire de confiance, la préférence pour l'adoption même si le processus est long et complexe. Et certaines femmes ne souhaitent simplement pas avoir d'enfants. Ces raisons sont générales et issues d'observations et de lectures.
Or le choix d'une femme de ne pas avoir d'enfant est tabou en France, même au XXIe siècle. Cette décision est, selon l'auteure, encore absente des débats publics, et encore négligée par les mouvements féministes.

### Les pressions sociales sur les femmes
L'auteure met en avant plusieurs types de pressions sociales subies par les femmes ayant fait le choix de ne pas avoir d'enfant.
La première injonction provient de la sphère médicale, avec l'âge limite pour concevoir un enfant dans des conditions optimales, ce qui est rappelé très fréquemment aux jeunes femmes. La deuxième provient de la famille et de l'entourage direct de la personne. Les raisons peuvent varier, allant du désir d'avoir des petits-enfants à celui de partager des expériences liées à la vie de famille. La troisième provient de l'entourage éloigné (les connaissances, collègues de travail, etc...) et les inconnus qui parlent de l'absence d'enfants autour de la personne.
Ces pressions sont essentiellement verbales, sous la forme de questions que l'auteure a répertoriées, comme "qu'est-ce que tu attends pour faire un bébé?", "tu ne vas pas le regretter?" ou encore "tu n'as pas peur de finir seule?". L'observation de l'auteure est que la difficulté principale des femmes sans désir d'enfant est de devoir se justifier très souvent et auprès de personnes qui n'ont pas, en théorie, à se mêler de leur vie personnelle ; on voit alors bien que "le privé est politique", selon l'expression apparue aux États-Unis vers les années 1970. Cette pression est décrite comme une injonction à la maternité. Ne pas être mère est, dans l'analyse, une erreur, c'est être anormal.
Les réactions face à ce non-désir d'enfant vont de l'incompréhension à l'hostilité ; et demandent à la femme de se justifier. Ces questions sont moins souvent posées aux hommes sans enfants.
Ces pressions culpabilisent (volontairement ou involontairement) les femmes avec un non-désir d'enfant. L'essai se place dans une dynamique de déculpabilisation.

### Critiques
L'essai est apprécié pour la rareté du sujet sur la scène publique, alors que le non-désir d'enfant semble être un sujet logique de l'émancipation féminine. Du fait de la rareté de ce sujet, il met en lumière un tabou et libère une parole autrefois complètement absente de la scène publique et révèle une autre forme de "misogynie inconsciente".

## Édition numérique
L'essai est disponible en format numérique chez Groupe Margot depuis le 15 avril 2021.